# Campagna di Gwalior
La campagna di Gwalior fu combattuta tra le forze britanniche e quelle maratha a Gwalior, in India, nel dicembre 1843.

## Contesto
L'Impero Maratha, che si estendeva su gran parte dell'India centrale e settentrionale, cadde nel 1818 in mano ai britannici, che ottennerò così il controllo sulla qauli totalità del subcontinente indiano. Nel 1843, alla morte di Jankojirao II, fu nominato maharaja di Gwalior Jayajirao Scindia, ancora bambino.
I Maratha dello Gwalior videro nella sconfitta britannica nella prima guerra anglo-afghana un'opportunità per riconquistare l'indipendenza e rimossero il giovane maharaja. Lord Ellenborough, che aveva previsto il rischio di simile tentativo, aveva formato l'Army of Exercise nei pressi Agra. Dopo il fallimento dei tentativi di negoziazione, i britannici avanzarono attaccando su due fronti e, al comando del generale Hugh Gough, si scontrarono con le forze maratha nelle battaglie di Maharajpur di Punniar, entrambe combattute il 29 dicembre 1843.

## Battaglia di Maharajpur

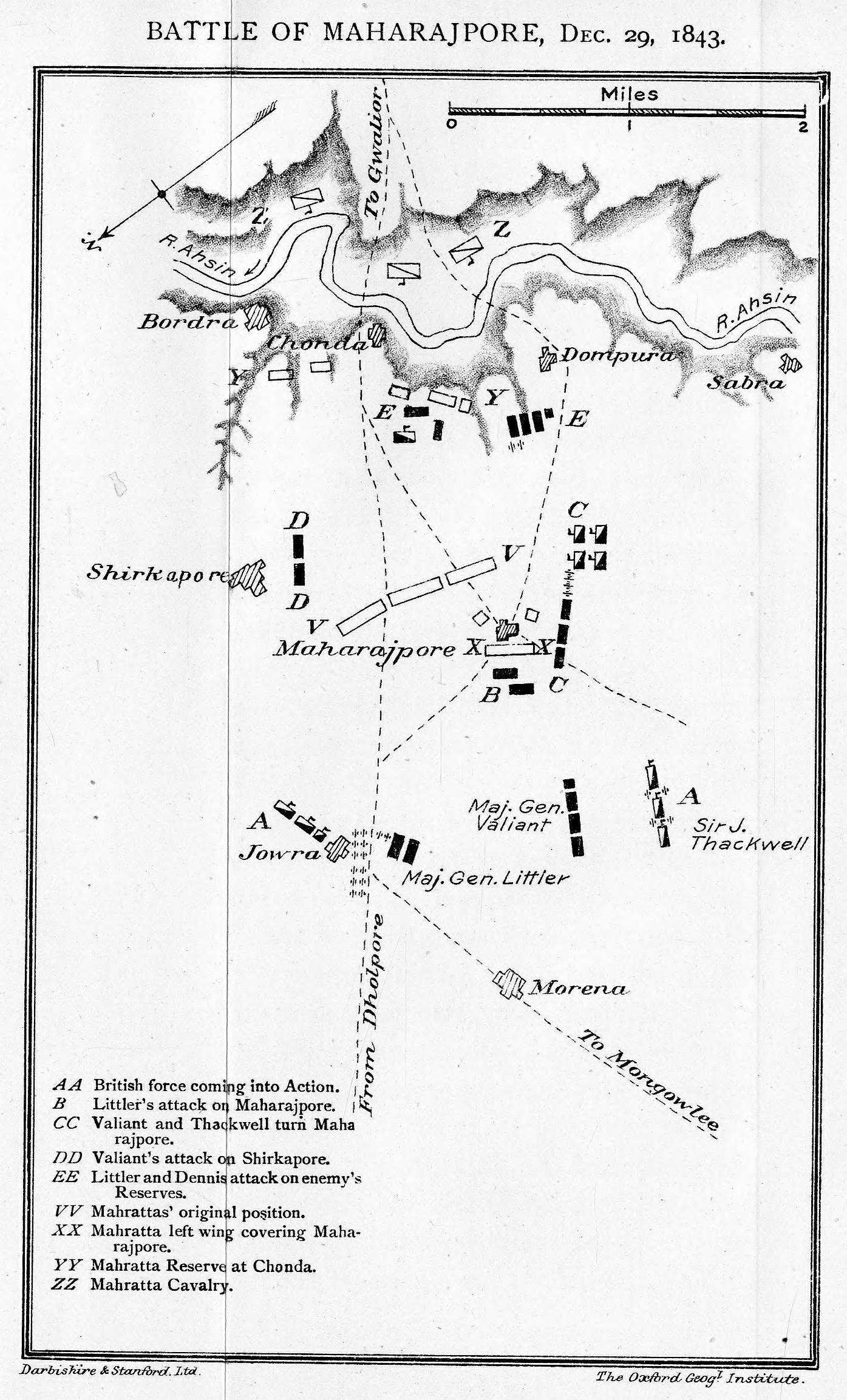
Mappa della battaglia di Maharajpur, 29 dicembre 1843

A Maharajpur l'esercito maratha schierò 14 battaglioni, 1000 artiglieri con 60 cannoni e 6000 cavalieri. I britannici si schieraronoin tre colonne: la colonna centrale era formata dl 40º Reggimento di fanteria con il 2º e il 16º Reggimento di fanteria nativa, la colonna di sinistra dal 39º Reggimento di fanteria con il 56º Reggimento di fanteria nativa e una batteria da campo, la colonna di destra dal 16º Lanceri con due unità di artiglieria a cavallo e altra artiglieria.
La colonna centrale avanzò per attaccare dove i britannici ritenevano si trovasse il grosso della forza nemica, ma durante la notte i maratha si erano spostati e i britannici furono sorpresi dal pesante fuoco dell'artiglieria nemica. La colonna centrale ricevette quindi l'ordine di occupare le posizioni delle batterie maratha, cosa che fece sotto un continuo e pesante fuoco. I cannoni si trovavano in parte a sud-est di Maharajpur, con due battaglioni di truppe maratha per ogni batteria, e in parte a Maharajpur, con sette battaglioni per ogni batteria. I britannici, dopo aver impegnato i maratha in combattimenti corpo a corpo con pesanti perdite per entrambe le parti, liberarono le posizioni. I maratha combatterono duramente ma furono sconfitti e pochi riuscirono a fuggire. Tra morti, feriti e dispersi i britannici ebbero 797 perdite. Si stima che i maratha abbiano perso dai 3000 ai 4000 uomini.

## Battaglia di Punniar

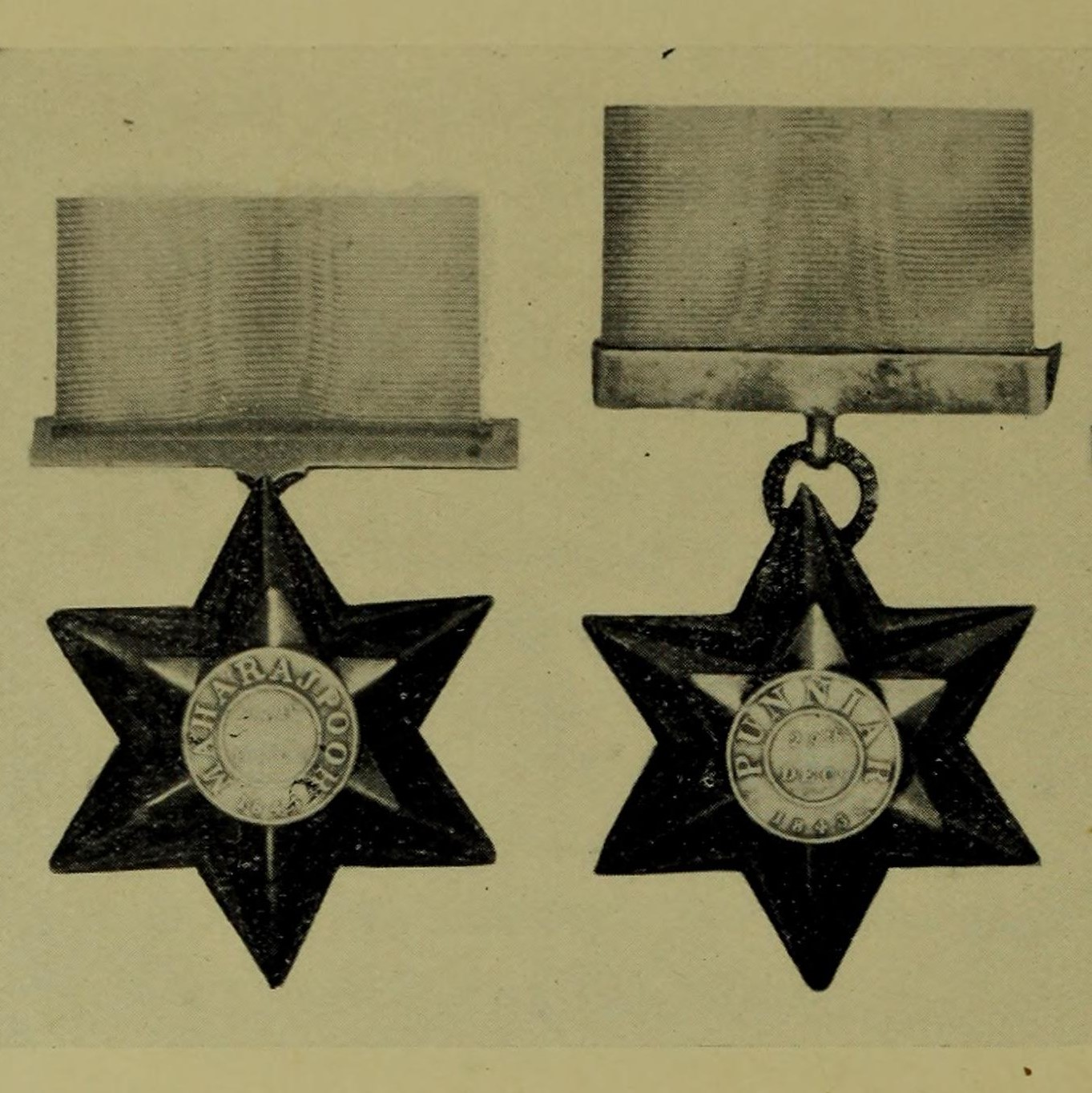
Stella di Gwalior, 1843

A Punniar i maratha, che schieravano circa 12000 uomini, occupavano le alture vicino a Mangore. Quando l'esercito britannico si avvicinò, attaccò immediatamente le posizioni dei maratha, cacciandoli dalle alture.

## Conseguenze
Dopo la loro sconfitta l'esercito maratha fu sciolto dai britannici, che stanziarono una forza militare nello Stato di Gwalior e insediarono un governatore al forte di Gwalior. I soldati britannici che parteciparono alla campagna furono insigniti di una medaglia, la Stella di Gwalior.